# Hiệu ứng Barnum
Hiệu ứng Barnum (hiệu ứng Forer, hiệu ứng Barnum – Forer) là hiện tượng các cá nhân đánh giá cao những mô tả riêng về tính cách họ, nhưng thực ra lại không cụ thể và đúng với nhiều người. Hiệu ứng này có thể giải thích một phần nguyên nhân gây ra sự phổ biến của những niềm tin và hành vi huyền bí như chiêm tinh, bói toán, xem tướng và một số bài kiểm tra tính cách.
Những tay lừa đảo chuyên nghiệp thường lợi dụng hiệu ứng này để thuyết phục các nạn nhân rằng trước mặt họ là những người có tài năng huyền bí. Vì những lời tự nhận này không rõ ràng, nạn nhân sẽ tự giải nghĩa, từ đó "cá nhân" hoá các nhận định. Ngoài ra, người ta cũng dễ chấp nhận các đánh giá tiêu cực về bản thân hơn nếu cho rằng người đánh giá là chuyên gia lớn.
Nhà tâm lý học Paul Meehl là người đầu tiên sử dụng thuật ngữ "Hiệu ứng Barnum", trong bài tiểu luận Wanted - A Good Cookbook của mình. Ông dùng cụm từ này vì thấy có sự tương đồng giữa những nhận định tính cách mơ hồ trong các bài kiểm tra tâm lý "giả thành công" và những màn trình diễn của Phineas Barnum.

## Tổng quan
Hiệu ứng Barnum xảy ra khi một người coi "nhận định Barnum" (nhận định chung chung, nhưng gán cho một cá nhân) là đúng, dù những đánh giá này rất tổng quát. các thầy bói, chiêm tinh gia và những kẻ lừa đảo khác thường dùng kỹ thuật lợi dụng hiệu ứng này để thuyết phục nạn nhân rằng họ được ban tặng tài năng huyền bí. Hiệu ứng Forer là một ví dụ cụ thể cho "hiện tượng chấp nhận". Hiện tượng này mô tả xu hướng chung "chấp nhận hầu hết các nhận định giả về tính cách". Một hiện tượng khác có liên quan, nhưng tổng quát hơn, là sự xác nhận chủ quan. Người ta xác nhận chủ quan khi coi hai sự kiện tách biệt, hoặc hoàn toàn ngẫu nhiên liên quan đến nhau vì niềm tin, kỳ vọng hoặc một giả thuyết đòi hỏi sự liên kết. Ví dụ, khi đọc tử vi, họ sẽ tự chủ động tìm kiếm sự tương đồng giữa các tiên đoán và nhận thức của riêng họ về tính cách bản thân.

## Những nghiên cứu đầu tiên
Năm 1947, nhà tâm lý học Ross Stagner đã cho một số quản lý nhân sự làm bài kiểm tra tính cách cá nhân. Dù vậy, sau khi thu bài, ông lại đưa họ cùng một bản đánh giá chung lấy từ những lá số tử vi hoàng đạo, phân tích bút tích học... Ông cũng yêu cầu các đối tượng đánh giá mức độ chính xác của những nhận định đó. Hơn một nửa trong số họ đã thấy kết quả đó khá chính xác và gần như không có ai nói bản đánh giá sai.
Năm 1948, trong một "thí nghiệm kinh điển", nhà tâm lý học Bertram Forer đã cho 39 sinh viên của ông làm một bài kiểm tra tâm lý tên là "Chẩn đoán khoảng trống trong sở thích", và nói mỗi người sẽ nhận được những đánh giá cho riêng mình. Một tuần sau, ông đưa cho mỗi người một bản phân tích và yêu cầu họ đánh giá mức độ chính xác. Trên thực tế, những bản kết quả giống hệt nhau:
1. Bạn có nhu cầu được yêu thích và ngưỡng mộ rất lớn.
2. Bạn có xu hướng chỉ trích bản thân.
3. Bạn có tiềm năng rất lớn nhưng lại chưa được khai thác.
4. Dù có một số nhược điểm trong tính cách nhưng bạn vẫn có thể che lấp khá hiệu quả.
5. Bạn có một số vấn đề liên quan đến điều chỉnh tình dục.
6. Dù bên ngoài là người có kỷ luật, biết tự chủ, bạn lại thường hay lo lắng và bất an.
7. Nhiều khi bạn vẫn nghi ngờ những quyết định trước đây, không biết liệu mình đã làm đúng hay chưa.
8. Bạn thích có một số thay đổi nhất định, ghét bị kiểm soát, luật lệ và quy tắc.
9. Bạn tự hào rằng bản thân là một người có lối suy nghĩ độc lập, không dễ đồng ý với người khác mà không có luận cứ đầy đủ.
10. Bạn cho rằng không nên quá cởi mở với người khác.
11. Có những lúc bạn hướng ngoại, hoà đồng, dễ nói chuyện, nhưng cũng nhiều khi bạn hướng nội, cẩn trọng và kín đáo.
12. Bạn có một số khát vọng không thực tế.
13. An ninh an toàn là một trong những mục tiêu lớn nhất của bạn.

Các đối tượng thí nghiệm đã đánh giá những nhận định chung chung này có độ chính xác lên tới 4.3 trên thang điểm 5. Chỉ sau khi nộp lại kết quả đánh giá, họ mới biết mình được phát cùng một bản phân tích. Forer đã tổng hợp 13 mệnh đề bên từ một quyển sách chiêm tinh bán ở sạp báo. Những nhận định đó rất tổng quát, mơ hồ và có thể đúng với hầu hết mọi người.
Forer tin rằng đây là hệ quả của sự cả tin. Hiệu ứng này được cho là đã xác nhận "nguyên tắc Pollyanna". Theo nguyên tắc này, người ta có xu hướng "chấp nhận những phản hồi tích cực nhiều hơn so với tiêu cực".

## Tái hiện nghiên cứu
Theo các nghiên cứu tái hiện, có hai yếu tố đóng vai trò quan trọng khi tạo ra hiệu ứng Forer. Yếu tố đầu tiên là nội dung đánh giá và tỷ lệ đánh giá tích cực/tiêu cực. Yếu tố còn lại là niềm tin của chủ thể vào sự trung thực của người cung cấp phản hồi. Năm 2011, một nghiên cứu tái hiện khác đã sử dụng các nhận định áp dụng cho tổ chức hơn là các cá nhân. Kết quả thí nghiệm này cũng không khác so với các thí nghiệm trước. Kết luận đưa ra là con người đã nhân hóa tổ chức và cả tin khi diễn giải tính cách bản thân.
Khi các đánh giá đủ mơ hồ, hiệu ứng Forer gần như chắc chắn sẽ xảy ra. Người ta sẽ đọc ra những ý nghĩa của riêng mình từ những đánh giá đó, khiến chúng trở nên "cá nhân" hơn. Những đánh giá hiệu quả nhất thường có cụm từ "có những lúc", chẳng hạn như: "Có những lúc bạn cảm thấy vô cùng chắc chắn nhưng cũng có khi bạn lại không được tự tin bằng." Cụm này có thể áp dụng cho gần như tất cả mọi người nên họ đều sẽ có thể đọc ra một ý nghĩa cho riêng mình. Trong các thí nghiệm tái hiện, những đánh giá mơ hồ như vậy sẽ khiến hiệu ứng Forer chắc chắn xảy ra.
Con người sẽ dễ chấp nhận những đánh giá tiêu cực về bản thân hơn nếu họ tin rằng người đưa ra những đánh giá đó là một chuyên gia. Chứng cứ thực nghiệm cho thấy những người độc đoán, bị rối loạn thần kinh chức năng hoặc có nhu cầu chấp nhận lớn hơn bình thường cũng dễ bị hiệu ứng Forer ảnh hưởng hơn.

## Những điều gây ảnh hưởng
Các nghiên cứu cho thấy rằng hiệu ứng Forer cực kỳ phổ biến. Người ta đã ghi nhận tác động của hiệu ứng này ở nhiều người từ nhiều nền văn hoá khác nhau. Năm 2009, hai nhà tâm lý học Paul Rogers và Janice Soule thực hiện một nghiên cứu nhằm so sánh hiệu ứng này ở hai nhóm người châu Âu và Trung Quốc. Kết quả cho thấy hầu như không có sự khác biệt nào đáng kể.
Những nghiên cứu sau này phát hiện chủ thể thí nghiệm sẽ thấy các đánh giá chính xác hơn nếu:
- Chủ thể tin rằng các đánh giá là dành riêng cho mình, từ đó tự giải nghĩa chúng.[16]
- Chủ thể tin tưởng thẩm quyền của người đưa ra đánh giá.
- Kết quả phân tích chủ yếu là những đánh giá tích cực.

Cách trình bày hồ sơ tính cách Barnum cũng có ảnh hưởng đến mức độ cá nhân hoá của chủ thể. Ví dụ: người ta thường đánh giá những hồ sơ Barnum cá nhân (ghi tên một người cụ thể) có độ chính xác cao hơn so với các hồ sơ tổng quát.

## Các nghiên cứu gần đây

### Niềm tin vào những điều huyền bí
Những đối tượng tin vào tử vi có xu hướng cho rằng những đánh giá chung chung là đặc biệt, dành riêng cho mình. Nhiều nghiên cứu cho thấy bệnh tâm thần phân liệt nhẹ và mức độ bị ảnh hưởng bởi hiệu ứng Forer có sự tương quan khá lớn. Nghiên cứu năm 2009 của Rogers và Soule đã kiểm tra mức độ tin tưởng vào chiêm tinh học của hai nhóm người. Những người Trung Quốc và châu Âu theo chủ nghĩa hoài nghi thường nhận thấy tính tổng quát của các đánh giá trong hồ sơ Barnum tốt hơn các đối tượng khác.

### Thiên kiến tự đề cao
Thiên kiến tự đề cao được chứng minh là có thể cản trở hiệu ứng Forer. Vì thiên kiến này, chủ thể sẽ có xu hướng chấp nhận các đánh giá tích cực, và ngược lại. Trong một nghiên cứu, những người tham gia được cung cấp một trong ba bản đánh giá tính cách: một hồ sơ Barnum chỉ có các tính cách tích cực, một bản có cả hai loại đặc điểm tích cực và tiêu cực, hoặc bản thứ ba chỉ gồm những đặc điểm tiêu cực ("những lỗi chung").
Hai nhóm đối tượng đầu tiên có kết quả tương đương nhau, và dễ đồng ý với các nhận định hơn so với nhóm thứ ba.
Trong một nghiên cứu khác, những người tham gia phải đánh giá mức độ phù hợp của các tính cách trong một danh sách cho sẵn với bản thân. Vì ảnh hưởng của thiên kiến tự đề cao, đa số các đối tượng đã cảm thấy đồng tình với những đặc điểm tích cực và ngược lại. Kết luận nhóm nghiên cứu đưa ra là thiên kiến tự đề cao đủ mạnh để loại bỏ hiệu ứng Forer thông thường.

### Thông tin về cung hoàng đạo
Trong thí nghiệm năm 1971, Bernie I. Silverman yêu cầu các đối tượng thí nghiệm chọn ra 4 bản từ 12 bản đánh giá tính cách phù hợp với họ nhất. Trước đó, ông đã tổng hợp tất cả những đánh giá này từ một bộ số tử vi. Các đối tượng thường chọn những lá số cho cung hoàng đạo của mình; nhưng nếu các ký hiệu bị bỏ đi, xu hướng đó sẽ biến mất.

### Thông tin về ngày sinh
Trong một nghiên cứu, C. R. Snyder và R. J. Shenkel yêu cầu các sinh viên chuẩn bị các hồ sơ Barnum giống nhau cho một nhóm đối tượng, nhưng nguỵ tạo thành các lá số tử vi riêng biệt. Những người trong nhóm thứ nhất không bị hỏi gì; nhóm thứ hai được yêu cầu cung cấp tháng sinh, nhóm thứ ba thì phải khai ngày sinh chính xác. Các đối tượng trong nhóm thứ ba dễ cho rằng "lá số tử vi" đúng với họ nhất, và ngược lại ở những người trong nhóm đầu.

## Khai thác
Trong một tác phẩm năm 1977, tác giả Ray Hyman mô tả cách những kẻ bán thách khai thác hiệu ứng Forer nhằm lợi dụng nạn nhân và đưa ra một danh sách các yếu tố giúp tăng tỉ lệ thành công của những kẻ lừa đảo này. Theo ông, tỉ lệ thành công của họ sẽ cao hơn nếu họ cư xử tự tin, giỏi tâng bốc, biết sử dụng các bản tóm tắt, thống kê, thăm dò ý kiến, khảo sát mới nhất "một cách sáng tạo" nhằm cho thấy "những tầng lớp khác nhau trong xã hội tin, làm, muốn, lo lắng về điều gì", có khả năng thu hút sự chú ý bằng các mẹo như cầu pha lê, bài tarot hoặc đọc chỉ tay, đoán đúng một số đặc điểm của khách hàng từ những chi tiết như quần áo, đồ trang sức, cách cư xử và ăn nói.
Giáo sư Tâm lý học Michael Birnbaum tại Đại học Bang California, Fullerton cho rằng những người lợi dụng hiệu ứng Forer gồm có các pháp sư, nhà ngoại cảm (khi đọc vị nguội), và những nhân vật truyền hình khẳng định rằng hiểu biết và các phương pháp phân tâm học có thể giúp họ nắm bắt những vấn đề tâm lý của khách mời chỉ trong vài phút. Ông nói: “Các nhà tâm lý học thực thụ cảm thấy kinh hoàng vì điều này”, nhưng lại không thể công khai chỉ trích đủ mạnh, và vì vậy, người ta vẫn tôn trọng kỹ thuật lợi dụng hiệu ứng Forer dù nó không xứng đáng. Năm 1988, Denis Dutton viết: “Đáng tiếc là tâm lý học hàn lâm không mấy chú ý đến kỹ thuật đọc vị nguội”. Ông cũng tin rằng "thành công rộng lớn của phương pháp đọc vị nguội đã hình thành cơ sở cho phần lớn niềm tin vào huyền bí trong xã hội ngày nay". Vì những nhà tâm lý học hàn lâm thường chỉ tập trung vào các nghiên cứu về sinh viên, Dutton kêu gọi "phân tích các kỹ thuật và phương pháp thực tế của những chuyên gia đọc vị nguội".
Birnbaum nói: “Bài học rút ra từ Phương pháp Barnum: tự xác nhận không phải là xác nhận. Đừng để mấy tay ngoại cảm, trị liệu tâm lý đểu, hay chữa bệnh bằng đức tin ảo tưởng dùng thủ thuật này lừa bạn. Hãy biết hoài nghi và đòi hỏi bằng chứng. Hãy giữ tiền trong ví, ví trong túi và tay trên ví."